# Циклограмма пуска

Циклограмма пуска КА «Коронас-Фотон», главный зал управления ЦУП.

Циклограмма — точное расписание команд, исполняемых человеком (либо подаваемых человеком или автоматикой на исполнительные органы технических комплексов). Обычно употребляется в контексте запусков космической техники и относится к командам для стартового ракетного комплекса, ракеты-носителя, разгонного блока и пр.
Изначально, в частности, на карточке стреляющего для космического корабля «Восток-1» при записи действия или команды указывалось точное время их начала и завершения («стреляющим» называли сотрудника космодрома, который координировал деятельность всего стартового комплекса во время запуска космической ракеты). 
Впоследствии время стали отсчитывать с момента контакта подъёма ракеты, причём моменты времени до него брались со знаком «минус», а после — со знаком «плюс»:436.

## Команды и действия
- Сброс ШО — штепсельный разъем отрывной отрывается от обтекателя корабля, после чего от него отводится заправочно-дренажная мачта.
- Минутная готовность — минута до команды «Ключ на старт»[3].
- Ключ на старт — при помощи поворота специального ключа подготовка запуска переводится на автоматический режим[4]:74[2]:322.
- Протяжка-1  — протягивается полоса бумаги, на которой в наземном пункте подготовки к запуску начинается запись информации о ракете[4][3].
- Продувка  — топливные коммуникации и другие элементы ракетного двигателя продуваются азотом для противопожарного освобождения их от паров горючего и окислителя[3][2]:119.
- Протяжка-2 — протягивается полоса бумаги, на которой в наземном пункте подготовки к запуску начинается запись информации о стартовом комплексе[4][3].
- Ключ на дренаж — закрытие дренажных клапанов, через которые шёл отвод испаряющегося жидкого кислорода от ракеты в атмосферу, что визуально проявлялось в белых облачках, окутывающих ракету. Дренаж шёл одновременно с возмещением испарившегося кислорода в баках с окислителем, которое по этой команде также прекращается[4]:74.
- Земля-борт — от ракеты отходит кабель-мачта, ракета готова перейти на собственное питание.
- Пуск — начинается подача компонентов топлива в двигательную установку.
- Зажигание — воспламенение топлива в камерах сгорания.
- Предварительная, промежуточная, главная, подъем… Поехали! — этапы набора тяги двигательной установки.
- Есть контакт подъема — сработал датчик, фиксирующий отрыв ракеты от стартового стола[5].